# 萊登鎮區 (伊利諾伊州庫克縣)
萊登鎮區（英語：Leyden Township）是位於美國伊利諾伊州庫克縣的一個行政鎮區。

## 地方資料
根據2010年美國人口普查的數據，萊登鎮區的面積為51.39平方千米，當中陸地面積為51.39平方千米，而水域面積為0.00平方千米。當地共有人口92149人，而人口密度為每平方千米1,793.13人。